# Homem Morto
Dead Man (pt/br: Homem Morto ) é um filme teuto-nipo-estadunidense de 1995, do gênero faroeste, dirigido e roteirizado por Jim Jarmusch, rodado em preto e branco com música de Neil Young.

## Sinopse
William Blake é um contador na cidade de Cleveland, após perder seus pais, muda para uma cidade menor com uma promessa de emprego em uma metalúrgica, que acaba não se concretizando. Perdido e sem dinheiro, envolve-se com uma mulher, é injustamente acusado do assassinato dela e de seu ex-noivo. Em fuga e com uma bala alojada no peito, recebe a ajuda de um estranho índio chamado Ninguém. Juntos partem para uma jornada que mistura o misticismo e a realidade. 

## Elenco
- Johnny Depp.... William Blake
- Gary Farmer.... Ninguém
- Crispin Glover.... Caldeireiro do trem
- Lance Henriksen.... Cole Wilson
- Michael Wincott.... Conway Twill
- Eugene Byrd.... Johnny 'The Kid' Pickett
- John Hurt.... John Scholfield
- Robert Mitchum.... John Dickinson
- Iggy Pop.... Salvatore 'Sally' Jenko
- Gabriel Byrne.... Charlie Dickinson
- Jared Harris.... Benmont Tench
- Mili Avital.... Thel Russell
- Jimmie Ray Weeks.... Delegado Marvin
- Mark Bringleson.... Delegado Lee
- John North.... sr. Olafsen
- Billy Bob Thornton.... Big George Drakoulious

## Principais prêmios e indicações
Festival de Cannes 1995 (EUA)
- Indicado à Palma de Ouro.

Independent Spirit Awards 1997 (EUA)
- Indicado nas categorias de Melhor Filme, Melhor Fotografia, Melhor Roteiro e Melhor Ator Coadjuvante (Gary Farmer).

Prêmio NYFCC 1996 (EUA)
- Venceu na categoria de Melhor Fotografia.